# Kim Hannes
Kim Hannes-Teunen (* 10. August 1978 in Aarschot) ist eine ehemalige belgische Squashspielerin.

## Karriere
Kim Hannes spielte ab 1995 auf der WSA World Tour. Ihre beste Platzierung in der Weltrangliste erreichte sie mit Rang 33 im Dezember 2002. Mit der belgischen Nationalmannschaft nahm sie 1998 und 2004 an der Weltmeisterschaft teil. Bei Europameisterschaften gehörte sie über ein Dutzend Mal zum Kader. Von 2001 bis 2003 stand sie dreimal in Folge im Hauptfeld der Weltmeisterschaft, kam jedoch nie über die erste Runde hinaus. Ebenso dreimal – 2004, 2008 und 2009 – spielte sie im Hauptfeld der Europameisterschaft. Sowohl 2004 als auch 2009 erreichte sie das Viertelfinale. Zwischen 1994 und 2012 wurde sie zwölfmal belgische Meisterin, ein Rekord. Ihr letztes Turnier auf der World Tour bestritt sie im Mai 2004, spielte aber bis 2013 weiterhin auf nationaler Ebene und international für die belgische Nationalmannschaft.
Hannes ist verheiratet mit Stefan Casteleyn, der belgischer Rekordmeister im Herrensquash ist, und hat mit ihm eine Tochter (* 2014).

## Erfolge
- Belgischer Meister: 12 Titel (1994, 1997, 1999–2002, 2008–2012)